# Badis triocellus
Badis triocellus — вид риб з родини бадієвих (Badidae). Був визначений при дослідженні зразків, зібраних з різних місцевостей Північно-Східної Індії: річка Субансірі (англ. Subansiri River) в окрузі Нижній Субансірі (англ. Lower Subansiri District), штат Аруначал-Прадеш; село Панбарі (англ. Panbari) поблизу Тезу (англ. Tezu), адміністративного центру округу Логіт (англ. Lohit District), штат Аруначал-Прадеш; річка Ділпай (англ. Dilpai River) в окрузі Дхемаджі (англ. Dhemaji District), штат Ассам; річка Майнсор (англ. Mynsor River) в окрузі Гори Джайнтія (англ. Jaintia Hills District), штат Мегхалая.
Риби мають помірно видовжене, трохи стиснуте з боків тіло. Максимальна довжина 4,9 см. Формула плавців: D XIV—XVI/8—9; P 12; V I/5—6; A III/6—8; C 13—14. Задній край хвостового плавця закруглений. Бічна лінія налічує 28—29 лусок.
Характерною ознакою виду були визначені три чорних плями на плавцях: дві на спинному та одна на анальному. Коричнева пляма розташована посередині зябрових кришок. Ще одна коричнева пляма — по центру кореня хвостового плавця. Нерегулярні коричневі риски розкидані по всьому тілу.
Ще остаточно не з'ясовано, чи Badis triocellus Khynriam & Sen, 2013 є дійсним видом. Ймовірно, що це лише синонім Badis singenensis Geetakumari & Kadu, 2011. Їхні ключові ознаки збігаються, а місця проживання розташовані близько один до одного, це все притоки Брахмапутри.